# Brabant Pers
Het bedrijf Brabant Pers was een samenwerkingsverband van vier regionale dagbladen in de provincie Noord-Brabant: Brabants Dagblad (Den Bosch en omgeving), Eindhovens Dagblad, Helmonds Dagblad en Het Nieuwsblad (voorheen Nieuwsblad van het Zuiden, Tilburg en omgeving). In dit bedrijf werden gezamenlijke activiteiten ondergebracht, zoals de drukkerij in Best. De titel Helmonds Dagblad ging later op in Eindhovens Dagblad; de titel Het Nieuwsblad ging later op in Brabants Dagblad. Brabant Pers was onderdeel van VNU.
In 1991 werd besloten om Het Nieuwsblad onder te brengen bij het Brabants Dagblad. Dit leidde tot onvrede en een staking onder het personeel van Het Nieuwsblad. In 1992 werd de fusie alsnog uitgevoerd.
Ook enkele huis-aan-huis bladen vielen onder Brabant Pers. In 1981 werden het Eindhovens Weekblad, Het Gewest, Hunen Kompas, en Valkenwaards Weekblad overgenomen van Wegener.